# Sagittidiplosis impreta
Sagittidiplosis impreta är en tvåvingeart som beskrevs av Fedotova 2004. Sagittidiplosis impreta ingår i släktet Sagittidiplosis och familjen gallmyggor. Inga underarter finns listade i Catalogue of Life.